# Exelastis ebalensis
Exelastis ebalensis là một loài bướm đêm thuộc họ Pterophoridae. Nó được biết đến ở Yemen (Socotra).